# Арабський соціалістичний союз (Єгипет)
Арабський соціалістичний союз (араб. الاتحاد الاشتراكى العربى, al-Ittiḥād al-Ištirākī 'l-ʿArabī) — урядова та єдина легальна політична організація Єгипту у 1962–1978 роках.

## Історія
Партію було створено 1963 року за рішенням Національного конгресу народних сил і декрету президента країни Ґамаля Абдель Насера.
Як Політична програма партії була проголошена Хартія національних дій. Вищим органом Союзу був Загальний національний конгрес, а між його сесіями — Генеральний секретаріат та Вищий виконавчий комітет. Відповідно до Хартії не менше 50% місць у всіх виборних органах мало належати селянам та робітникам.
Після смерті Абдель Насера та приходу до влади Садата почалась лібералізація Союзу. У липні 1975 року Загальний національний конгрес рекомендував створення у межах Арабського соціалістичного союзу створення політичних платформ. У березні наступного року було оголошено про створення трьох таких платформ, а у листопаді 1976 було дозволено їх перетворення на політичні партії: Арабську соціалістичну, Ліберально-соціалістичну та Національно-демократичну. Генеральний секретаріат був переформований у комісію у справах формування партій. У квітні 1980 року відповідно до поправки до конституції Арабський соціалістичний союз припинив своє існування.